# Olympische Sommerspiele 1996/Teilnehmer (Zypern)
| Gelbes Symbol für Goldmedaillen mit stilisierten Olympischen Ringen | Graues Symbol für Silbermedaillen mit stilisierten Olympischen Ringen | Braundes Symbol für Bronzemedaillen mit stilisierten Olympischen Ringen |
| ------------------------------------------------------------------- | --------------------------------------------------------------------- | ----------------------------------------------------------------------- |
| —                                                                   | —                                                                     | —                                                                       |

Zypern nahm an den Olympischen Sommerspielen 1996 in Atlanta, USA, mit einer Delegation von 17 Sportlern (15 Männer und 2 Frauen) teil.
Fahnenträger bei der Eröffnungsfeier war der Leichtathlet Anninos Markoullidis.

## Teilnehmer nach Sportarten

### Leichtathletik
- Euripidis Dimosthenous
400 Meter: Vorläufe

- Prodromos Katsantonis
110 Meter Hürden: Vorläufe
4-mal 100 Meter: Vorläufe

- Ilias Louka
Kugelstoßen: 24. Platz in der Qualifikation ausgeschieden

- Mikhalis Louka
Kugelstoßen: 28. Platz in der Qualifikation ausgeschieden

- Anninos Markoullidis
100 Meter: Halbfinale
200 Meter: Viertelfinale
4-mal 100 Meter: Vorläufe

- Loukas Spyrou
4-mal 100 Meter: Vorläufe

- Giannis Zisimidis
100 Meter: Viertelfinale
4-mal 100 Meter: Vorläufe

- Dora Kyriakou
Frauen, 200 Meter: Vorläufe
Frauen, 400 Meter: Viertelfinale

### Ringen
- Arout Parsekian
Freistil, Federgewicht: 10. Platz

### Schießen
- Andonis Andreou
Skeet: 9. Platz

- Christos Kourtellas
Skeet: 32. Platz

- Andonis Nikolaidis
Frauen, Skeet: 26. Platz

### Schwimmen
- Stavros Mikhailidis
50 Meter Freistil: 31. Platz
100 Meter Freistil: 50. Platz

- Marina Zarma
Frauen, 200 Meter Freistil: 42. Platz
Frauen, 400 Meter Freistil: 39. Platz

### Segeln
- Petros Elton
470er: 31. Platz

- Nikolas Epifaniou
470er: 40. Platz

- Dimitrios Lappas
Windsurfer: 32. Platz